# Motte de beurre
Motte de beurre est une peinture à l'huile d'Antoine Vollon peinte entre 1875 et 1885. Elle est conservée à la National Gallery of Art à Washington.